# Thomas B. Jeffery Company
Thomas B. Jeffery Company — автомобилестроительная компания, основанная Томасом Б. Джеффри на базе компании по производству велосипедов. Существовала в период с 1902 по 1916 годы и занималась постройкой разнообразных легковых автомобилей и грузовиков, в том числе популярных в США автомобилей марки «Rambler». На базе грузовиков компании в ходе Первой мировой войны было создано несколько бронеавтомобилей, в том числе русский «Джеффри-Поплавко» и американский «Jeffery armored car».

## История фирмы
Фирма Thomas B. Jeffery Company была основана американским изобретателем и предпринимателем Томасом Б. Джеффри в городе Кеноша, штат Висконсин. Джеффри был владельцем второй по величине фабрики по производству велосипедов в США, расположенной в Чикаго. В конце XIX века, увлеченный идеей конструирования, он создал несколько прототипов мотоциклов и автомобилей. Его сын Чарльз в 1899-1901 годах также создал несколько автомобилей, причем в их конструкции присутствовало как минимум два радикальных нововведения — рулевое колесо и переднемоторная компоновка. Хотя данная конструкция заслужила хвалебные отзывы на первом Нью-йоркском автосалоне в 1900 году, его отец предпочёл строить автомобили с рычагом управления и расположением двигателя под сиденьем водителя. В том же году он продал свою компанию за 65 000 долларов и перебрался в Кеношу, где выкупил помещения бывшей велосипедной фабрики.
Выпуск автомобилей начался в 1902 году. Применяя для строительства автоматизированную сборочную линию компания уже в 1903 году произвела 1350 машин. К 1905 году это число удвоилось, не в последнюю очередь из-за решения выпускать автомобили, оборудованные рулевыми колёсами.
В апреле 1910 года в Помпеях скончался основатель компании Томас Джеффри. В июне того же года его сын, занявший пост руководителя, преобразовал компанию в акционерное общество, не сменив изначального названия. В 1915 году, с целью увековечивания памяти отца он сменил марку выпускаемых автомобилей с Rambler на Jeffery. В августе 1916 года Чарльз Т. Джеффри продал компанию бизнесмену Чарльзу Нэшу. Нэш, ушедший до этого с поста президента General Motors, переименовал компанию в честь себя. Под новой вывеской Nash Motors компания существовала в период с 1917 по 1954 годы, будучи дочерним предприятием Chrysler и American Motors.

## Quad
К началу Первой мировой войны компания развернула производство грузовиков колесной формулой 4 × 4. Грузовики выпускались под марками «Jeffery Quad» и, после ребрендинга, «Nash Quad». Всего в период с 1913 по 1918 год включительно было выпущено около 11500 автомобилей всех модификаций. Согласно некоторым исследователям, грузовики «Jeffery Quad» отличались от большинства грузовиков других фирм своей проработанной конструкцией, надёжностью и эффективностью. Также у данных грузовиков присутствовал индивидуальный тормоз на каждое колесо. На базе данных грузовиков на фабрике Томаса Джеффри было создано несколько типов бронеавтомобилей, использовавшихся армией США, а также поставляемых англичанам в Индию. Бронеавтомобиль Джеффри, выпущенный под номером 1 был направлен для испытаний в войска генерала Першинга, проводившего карательную экспедицию против вторгшихся на территорию США повстанцев Панчо Вильи. Однако, какие-либо свидетельства об участии в боевых действиях данной машины отсутствуют. Также, на базе закупленных Россией грузовиков был создан броневик «Джеффри-Поплавко», участвовавший во многих сражениях Первой Мировой и Гражданской войны в России.
«Quad» также стал одним из эффективных рабочих автомобилей во время Первой мировой войны. 

## Использованная литература и источники
1. ↑  103 YEARS AGO. Дата обращения: 5 мая 2011. Архивировано 30 июля 2012 года.
2. 1 2  Kenosha County WI Family Businesses. Дата обращения: 5 мая 2011. Архивировано 30 июля 2012 года.
3. ↑  Mroz, Albert. American Military Vehicles of World War I: An Illustrated History of Armored Cars, Staff Cars, Motorcycles, Ambulances, Trucks, Tractors and Tanks (англ.). — McFarland & Company, 2009. — P. 19. — ISBN 9780786439607.
4. ↑  Eckermann, Erik. World history of the automobile (неопр.). — Society of Automotive Engineers, 2001. — С. 76. — ISBN 9780768008005.
5. ↑  Albert Mro, American military vehicles of World War I: an illustrated history of armored cars, staff cars, motorcycles, ambulances, trucks, tractors and tanks. Jefferson, N.C.: McFarland & Co., 2009. ISBN 978-0-7864-3960-7, p.76
6. ↑  R. d Knapper. Mr. Charles Thomas Jeffery (амер. англ.). The Lusitania Resource (25 июля 2011). Дата обращения: 19 августа 2022. Архивировано 16 мая 2019 года.